# Jean-Marc Léri
Jean-Marc Léri est un conservateur de musée et historien de l'art français, né le 18 mars 1949 à Monaco.

## Biographie
Jean-Marc Léri sort de l'École nationale des chartes en 1974, avec une thèse intitulée Les travaux de Paris (1830-1848). Recherches sur la politique d'urbanisme de la Ville de Paris sous la Monarchie de Juillet.
Conservateur de bibliothèques, il est d'abord nommé à la Bibliothèque historique de la ville de Paris (1975-1987) avant de prendre la direction des bibliothèques et archives des Musées de France (1988-1993).
Il a été, de 1993 à 2013, directeur du musée Carnavalet, de la crypte archéologique du parvis Notre-Dame et des catacombes de Paris.
Spécialiste de l'histoire de Paris, il est professeur à l'École du Louvre et membre de la Commission des travaux historiques de la ville de Paris depuis 1988. Il a été vice-président (1991-1997) puis président (1997-2001) de la Société de l'histoire de Paris et de l'Île-de-France. Il est président de la Société de l'école des chartes de 2016 à 2018.

## Publications
- Montmartre, Éditions Henri Veyrier, 1983
- Vie et histoire des arrondissements de Paris, 1986, 1991
- Le Marais, mythes et réalités, 1987
- Histoire de Paris, cédérom, 1997
- Jean-Marc Léri, Musée Carnavalet : Histoire de Paris, Paris, Fragments International Éditions, 2007, 222 p. (ISBN 2917160012)
- Paris Mystères, 2017, éditions Bayard

## Décoration
- Chevalier de l'ordre national du Mérite (1995)[1]